# Rabia Kadir
Rabia Kadir, ou Rebiya Kadeer, (em uigur: رابىيە قادىر‎; 15 de novembro de 1946) é uma empresária e ativista de etnia uigur. Nasceu na cidade de Altai na China, Kadeer tornou-se milionária na década de 1980 por suas participações imobiliárias e por ser fundadora de um grupo empresarial multinacional. Kadeer ocupou vários cargos no parlamento da China e de outras instituições políticas antes de ser presa, em 1999, por enviar relatórios confidenciais de referência interna a seu marido, que trabalhava nos EUA como locutor pró-independentista de Sinquião. Em 2005, pós obter licença para ir aos EUA sob libertação compassiva, Kadir reivindicou vários títulos de liderança das organizações uigures no exterior, tal como a World Uyghur Congress. Kadir fala uigur e mandarim.

## Primeiros anos e carreira
Rabia Kadir nasceu na cidade de Altai na província de Sinquião, República Popular da China. Juntamente com sua mãe e irmãos, ela mudou-se para o Condado Wensu de Aksu para encontrar sua irmã mais velha. Em abril de 1962, ela casou-se com o vizinho de sua irmã, Abdurehim Tohti, que lhes ofereceu alojamento.

### História de família
De acordo com sua autobiografia, Dragon Fighter: One Woman's Epic Struggle for Peace with China, o pai de Rabia Kadir serviu os rebeldes uigures pró-soviéticos sob a Segunda República Oriental do Turquestão durante a Rebelião de Ili (Rebelião Três Províncias) em 1944-1946, auxiliados pelos soviéticos na luta contra a República da China sob Chiang Kai-shek. Kadir e sua família eram amigos íntimos de russos brancos exilados que viviam em Sinquião. Ela lembrou que muitos uigures achavam que a cultura russa era "mais avançada" do que a dos uigures e que eles respeitavam muito os russos.

### Primeiro casamento
Devido à pobreza, Rabia teve que casar e tornou-se dona de casa, dando à luz seis filhos entre 1964 a 1976. Mas, num dado momento, ela começou a fazer e vender tecidos e outros artigos pequenos independentemente para obter renda.
Durante a Revolução Cultural Chinesa, ela foi impedida em seus esforços, pois o governo chinês tentou destabilizar sua família. Ela afirma que o governo chinês falou a seu marido que se divorciasse dela. Ela relembra "Eles o pressionaram para que se divorciasse de mim porque eles me acusavam de fazer negócios secretamente. Eles disseram que era errado que eu fizesse negócios secretamente."